# Никомед (математик)
Никомед (др.-греч. Nικoμήδης, лат. Nicomedes, III век до н. э.) — древнегреческий математик.
Время жизни Никомеда определено, исходя из следующих соображений. С одной стороны, Никомед критиковал Эратосфена за предложенный этим математиком метод удвоения куба. С другой стороны, Аполлонию Пергскому конхоида Никомеда была уже известна.
Никомед занимался классическими математическими проблемами — квадратурой круга и удвоением куба. Для удвоения куба он использовал приём вставок. Для выполнения этого приёма он построил специальную механическую кривую — конхоиду, которую описал в не дошедшем до нас сочинении. Никомед изобрёл и особый механизм для вычерчивания конхоиды. Папп Александрийский пишет, что Никомед, как и Динострат, использовал некую квадратрису (возможно, квадратрису Гиппия) для осуществления квадратуры круга.